# Sindaci di Calvizzano
Di seguito, la lista dei sindaci del comune di Calvizzano che si sono susseguiti a partire dal 1806, anno dall'abolizione dei feudi nel Regno di Napoli a opera di Gioacchino Murat che decretò la nascita delle amministrazioni comunali.

## Regno napoleonico di Napoli (1806-1815)
Nel 1806, con l'abolizione dei feudi, l'amministrazione comunale fu ceduta a un Decurionato, capeggiato da un Sindaco.
| Periodo        | Periodo       | Primo cittadino    | Partito | Carica                         | Note                                  |
| -------------- | ------------- | ------------------ | ------- | ------------------------------ | ------------------------------------- |
| settembre 1806 | aprile 1807   | Gennaro Parola     |         | Sindaco                        | [ 2 ]                                 |
| maggio 1807    | novembre 1807 | Carlo Visconti     |         | Sindaco                        | [ 2 ]                                 |
| dicembre 1807  | aprile 1808   | Antonio D'Errico   |         | Sindaco                        | [ 2 ] [ 3 ] [ 5 ]                     |
| maggio 1808    | dicembre 1808 | Castrese Giordano  |         | Sindaco                        | [ 2 ]                                 |
| gennaio 1809   | giugno 1810   | Luigi Visconti     |         | Sindaco                        | Fratello di Carlo Visconti            |
| luglio 1810    | febbraio 1811 | Nicola Cavallo     |         | Sindaco                        | Atti firmati fino a maggio 1811       |
| marzo 1811     | giugno 1811   | Ignazio Di Donato  |         | 2° eletto p'il sindaco sospeso | Firmatario solo di atti di matrimonio |
| luglio 1811    | dicembre 1811 | Gaetano Carandante |         | Sindaco                        | Atti firmati da maggio 1811           |
| gennaio 1812   | gennaio 1815  | Domenico Mirabelli |         | Sindaco                        | Padre di Giuseppe Mirabelli           |
| gennaio 1815   | maggio 1815   | Antonio D'Errico   |         | Sindaco                        | [ 2 ] [ 3 ]                           |

## Regno delle Due Sicilie (1815-1860)
| Periodo       | Periodo        | Primo cittadino             | Partito | Carica  | Note                           |
| ------------- | -------------- | --------------------------- | ------- | ------- | ------------------------------ |
| maggio 1815   | febbraio 1821  | Antonio D'Errico            |         | Sindaco | [ 2 ] [ 3 ]                    |
| marzo 1821    | marzo 1821     | Antonino Di Donato          |         | Sindaco | Parente di Giulio Di Donato    |
| aprile 1821   | giugno 1821    | Antonio D'Errico            |         | Sindaco | [ 2 ] [ 3 ]                    |
| luglio 1821   | marzo 1827     | Pasquale Cavallo            |         | Sindaco | [ 2 ] [ 16 ]                   |
| aprile 1827   | febbraio 1833  | Nunzio Taglialatela Scafata |         | Sindaco | [ 2 ] [ 17 ]                   |
| febbraio 1833 | ottobre 1839   | Domenico Mirabelli          |         | Sindaco | Padre di Giuseppe Mirabelli    |
| novembre 1839 | dicembre 1844  | Nunzio Taglialatela Scafata |         | Sindaco | [ 2 ] [ 17 ]                   |
| gennaio 1845  | settembre 1851 | Annibale Mirabelli          |         | Sindaco | Fratello di Giuseppe Mirabelli |
| ottobre 1851  | dicembre 1859  | Giulio Visconti             |         | Sindaco | [ 2 ] [ 19 ]                   |
| gennaio 1860  | agosto 1860    | Francesco Di Donato         |         | Sindaco | Parente di Giulio Di Donato    |
| agosto 1860   | settembre 1861 | Luigi Ruggiero              |         | Sindaco | [ 2 ] [ 25 ]                   |

## Regno d'Italia (1861-1946)
Con l'Unità d'Italia, il Decurionato fu sostituito dal Consiglio Comunale.
| Periodo        | Periodo        | Primo cittadino    | Partito | Carica                   | Note                                                        |
| -------------- | -------------- | ------------------ | ------- | ------------------------ | ----------------------------------------------------------- |
| settembre 1861 | maggio 1863    | Giulio Visconti    |         | Sindaco                  | Procugino di Carlo e Luigi Visconti                         |
| maggio 1863    | maggio 1864    | Antonio D'Errico   |         | Sindaco                  | Omonimo del sindaco precedente                              |
| maggio 1864    | 26 aprile 1865 | Ovidio Cavallo     |         | Sindaco                  | Deceduto in carica, figlio di Pasquale Cavallo              |
| 26 aprile 1865 | dicembre 1865  | Giuseppe Castaldi  |         | Sindaco facente funzioni | [ 30 ]                                                      |
| dicembre 1865  | dicembre 1866  | Girolamo Cavallo   |         | Sindaco                  | [ 2 ] [ 31 ]                                                |
| gennaio 1867   | ottobre 1873   | Antonio Di Donato  |         | Sindaco                  | Parente di Giulio Di Donato                                 |
| giugno 1874    | giugno 1874    | Vito Potenzieri    | -       | Commissario              | [ 34 ] [ 2 ]                                                |
| ottobre 1874   | 16 luglio 1896 | Annibale Mirabelli |         | Sindaco                  | Deceduto in carica. Fratello di Giuseppe Mirabelli          |
| settembre 1896 | marzo 1899     | Gennaro Mirabelli  |         | Sindaco                  | Figlio di Giuseppe Mirabelli                                |
| aprile 1899    | agosto 1902    | Antonio Machina    |         | Sindaco                  | [ 2 ]                                                       |
| settembre 1902 | luglio 1916    | Alfredo Di Donato  |         | Sindaco                  | Figlio di Antonio Di Donato, parente di Giulio Di Donato    |
| luglio 1916    | marzo 1920     | Uberto Castaldi    |         | Sindaco                  | Figlio di Giuseppe Castaldi                                 |
| aprile 1920    | ottobre 1923   | Luigi Ruggiero     |         | Sindaco                  | Omonimo e parente del sindaco precedente, deceduto nel 1930 |

### Periodo fascista
| Periodo       | Periodo       | Primo cittadino    | Partito | Carica  | Note                                                       |
| ------------- | ------------- | ------------------ | ------- | ------- | ---------------------------------------------------------- |
| ottobre 1923  | luglio 1924   | Alfredo Di Donato  |         | Sindaco | [ 2 ]                                                      |
| luglio 1924   | aprile 1926   | Uberto Castaldi    |         | Sindaco | [ 2 ]                                                      |
| aprile 1926   | febbraio 1929 | Uberto Castaldi    | PNF     | Podestà | [ 2 ]                                                      |
| febbraio 1929 | giugno 1938   | Domenico Mirabelli | PNF     | Podestà | Figlio di Gennaro Mirabelli e nipote di Giuseppe Mirabelli |
| giugno 1938   | dicembre 1943 | Alfredo Revenaz    | PNF     | Podestà | Padre del sindaco repubblicano omonimo                     |

### Periodo costituzionale transitorio
| Periodo           | Periodo           | Primo cittadino  | Partito | Carica      | Note                                                              |
| ----------------- | ----------------- | ---------------- | ------- | ----------- | ----------------------------------------------------------------- |
| gennaio 1944      | ottobre 1944      | Luigi Ruggiero   |         | Sindaco     | Nominato dal prefetto Parente ed omonimo del sindaco pre-fascista |
| ottobre 1944      | 11 settembre 1945 | Alfonso Ruggiero |         | Sindaco     | Parente del sindaco precedente, padre di Giuseppe Ruggiero        |
| 11 settembre 1945 | 5 novembre 1946   | Manlio Calvi     | -       | Commissario | [ 44 ]                                                            |

## Repubblica italiana (dal 1946)
Nel 2017, il Comune è stato sciolto per infiltrazioni camorristiche.
| Periodo           | Periodo           | Primo cittadino               | Partito                           | Carica                   | Note                                                                                     |
| ----------------- | ----------------- | ----------------------------- | --------------------------------- | ------------------------ | ---------------------------------------------------------------------------------------- |
| 6 novembre 1946   | giugno 1952       | Vincenzo Carandante           |                                   | Sindaco                  | [ 44 ]                                                                                   |
| giugno 1952       | 25 settembre 1955 | Gaetano Morra                 | Lista Civica (Destra)             | Sindaco                  | Deceduto in carica                                                                       |
| 25 settembre 1955 | maggio 1956       | Arturo Grasso                 |                                   | Sindaco facente funzioni | [ 44 ]                                                                                   |
| giugno 1956       | novembre 1964     | Antonio Sabatino              | Lista Civica "Campanile" (ex-DC)  | Sindaco                  | Eletto per due consiliature                                                              |
| novembre 1964     | maggio 1973       | Alfredo Revenaz               | Lista Civica "La Campana" (ex-DC) | Sindaco                  | Eletto per due consiliature. Nella seconda è stato consigliere comunale Giulio Di Donato |
| maggio 1973       | 4 gennaio 1975    | Giuseppe Giordano             | -                                 | Commissario              | [ 44 ]                                                                                   |
| 4 gennaio 1975    | 5 settembre 1975  | Carlo Di Somma                | DC                                | Sindaco                  | Dimissionario                                                                            |
| 5 settembre 1975  | 9 giugno 1980     | Celestino Ferraro             | PSI                               | Sindaco                  | [ 44 ] [ 51 ] [ 52 ]                                                                     |
| 28 ottobre 1980   | novembre 1981     | Celestino Ferraro             | DC                                | Sindaco                  | [ 44 ] [ 53 ] [ 54 ] [ 55 ]                                                              |
| novembre 1981     | luglio 1982       | Romeo Miraglia Del Giudice    | -                                 | Commissario              | [ 44 ]                                                                                   |
| luglio 1982       | gennaio 1986      | Luigi Ricciardiello           | PSI                               | Sindaco                  | [ 56 ] [ 57 ]                                                                            |
| gennaio 1986      | febbraio 1987     | Giuseppe Carandente Giarrusso | PCI                               | Sindaco                  | Ex sindaco di Marano di Napoli (1975-1976)                                               |
| febbraio 1987     | 18 luglio 1988    | Antonio Ruggiero              | PSI                               | Sindaco                  | [ 44 ]                                                                                   |
| 18 luglio 1988    | 23 novembre 1990  | Antonio Ruggiero              | PSI                               | Sindaco                  | [ 59 ]                                                                                   |
| 23 novembre 1990  | 8 aprile 1991     | Antonio Migliaccio            | PCI                               | Sindaco                  | [ 59 ]                                                                                   |
| 15 aprile 1991    | 2 maggio 1992     | Luigi Ricciardiello           | PSI                               | Sindaco                  | [ 59 ]                                                                                   |
| 1º luglio 1992    | 7 giugno 1993     | Giuseppe Salatiello           | DC                                | Sindaco                  | [ 59 ]                                                                                   |

### Elezione diretta del sindaco (dal 1993)
| Periodo           | Periodo           | Primo cittadino                                    | Partito                                      | Carica                    | Note                                |
| ----------------- | ----------------- | -------------------------------------------------- | -------------------------------------------- | ------------------------- | ----------------------------------- |
| 7 giugno 1993     | 28 aprile 1997    | Giuseppe Salatiello                                | DC                                           | Sindaco                   | [ 59 ]                              |
| 28 aprile 1997    | 14 maggio 2001    | Giuseppe Salatiello                                | Lista Civica "Polo per Calvizzano" (CDX)     | Sindaco                   | [ 59 ] [ 60 ]                       |
| 14 maggio 2001    | 24 febbraio 2003  | Mario Morra                                        | Lista civica "Insieme per cambiare" (Centro) | Sindaco                   | Figlio di Gaetano Morra             |
| 24 febbraio 2003  | 27 maggio 2003    | Maria Elena Stasi                                  | -                                            | Commissario straordinario | [ 61 ]                              |
| 27 maggio 2003    | 15 aprile 2008    | Giacomo Pirozzi                                    | Lista Civica "Pirozzi per Calvizzano" (UdC)  | Sindaco                   | [ 59 ] [ 60 ]                       |
| 15 aprile 2008    | 30 ottobre 2012   | Giuseppe Granata                                   | Lista Civica "Calvizzano Democratica" (PD)   | Sindaco                   | [ 59 ] [ 62 ]                       |
| 30 ottobre 2012   | 23 novembre 2012  | Ornella Vosa                                       | -                                            | Commissario prefettizio   | [ 59 ]                              |
| 23 novembre 2012  | 28 maggio 2013    | Ornella Vosa                                       | -                                            | Commissario straordinario | [ 59 ]                              |
| 28 maggio 2013    | 26 luglio 2017    | Giuseppe Salatiello                                | Lista Civica "Per Calvizzano" (CDX)          | Sindaco                   | Deceduto in carica                  |
| 26 luglio 2017    | 17 aprile 2018    | Lorenzo Grasso                                     | Lista Civica "Per Calvizzano" (CDX)          | Sindaco facente funzioni  | Scioglimento del consiglio comunale |
| 17 aprile 2018    | 21 settembre 2020 | Luca Rotondi, Gerardo Quaranta, Francesco Prencipe | -                                            | Commissari straordinari   | [ 59 ]                              |
| 21 settembre 2020 | in carica         | Giacomo Pirozzi                                    | Lista civica "Calvizzano Riparte" (FI)       | Sindaco                   | [ 59 ]                              |